# Montgomery
 For alternative betydninger, se Montgomery (flertydig). (Se også artikler, som begynder med Montgomery)
Montgomery er en by, der er hovedstad i delstaten Alabama i USA. Montgomery har 200.603(2020) indbyggere, og den er dermed den næststørste by i delstaten Alabama. Byen er administrativt centrum i det amerikanske county Montgomery County. Den ligger ved Alabama River.
Byen var centrum for de amerikanske borgerrettighedsbevægelsers start. Rosa Parks nægtede i 1955 at rejse sig fra sin plads i bussen for at give plads for en hvid, hvilket førte til boykot af byens kollektive trafik.